# Panorama-Schwaig
Panorama-Schwaig (offiziell: St2362) ist der Name einer Straßentrasse in Rosenheim Oberbayern.
Nach ursprünglicher Planung sollte die 3,3 km lange Gesamtstrecke Ende 2006 befahrbar sein und 19,841 Millionen Euro kosten, die von der Stadt Rosenheim und dem Freistaat Bayern getragen würden. Wegen diverser Verzögerungen konnte der Bau erst im Mai 2007 abgeschlossen werden, die offizielle Eröffnung fand am 14. Mai 2007 statt. Die tatsächlichen Baukosten betrugen ca. 18 Millionen Euro, damit war der Trassenbau rund 2 Millionen Euro günstiger als ursprünglich geplant.
Ziel dieser Verbindungsstrecke zwischen der Rosenheimer Panorama-Kreuzung (im Volksmund nach einem ehemaligen Kaufhaus an dieser Stelle so benannt) und dem Stadtteil Schwaig ist, den Verkehr zwischen Rosenheim und Kolbermoor zu beschleunigen und damit den Rosenheimer Stadtteil Pang zu entlasten, über den bisher der gesamte Verkehr lief. Gleichzeitig soll auch Verkehr, der bisher durch das Stadtgebiet lief, aus Rosenheim herausgehalten werden.
Jahrzehntelang war die Verhinderung des „Verkehrskollapses“ in Rosenheim ein Thema, doch erst am 14. Februar 1996 konnte sich der Stadtrat zu einer Entscheidung durchringen. Das sehr knappe Ergebnis der Abstimmung: 21 zu 20 für ein Planfeststellungsverfahren. Den Ausschlag bei der Stimmengleichheit hatte die Stimme des damaligen Oberbürgermeisters Michael Stöcker gegeben. Jedoch musste die Abstimmung am 29. Februar wiederholt werden, da sich bei einer Untersuchung herausgestellt hatte, dass bei der vorherigen Abstimmung auch Stadträte abgestimmt hatten, die direkt von der Trasse betroffen waren. Die erneute Abstimmung fiel deutlicher aus: 25 zu 17 Stimmen für Panorama-Schwaig.
Viele Anwohner klagten gegen den Bau. Gegner als auch Befürworter der Trasse formierten sich in Bürgerinitiativen und lieferten sich in der Rosenheimer Lokalzeitung, dem Oberbayerischen Volksblatt, harte Schreibgefechte. Die Gegner (Bürgerinitiative „Lebenswertes Rosenheim“) brachten unter anderem vor, dass durch den Bau der Straße die kostbaren Kalten-Auen zerstört würden und dass der Lärm für die Anwohner unzumutbar wäre. Die Befürworter (u. a. die Initiative „Pro Panorama-Schwaig“, die CSU und viele Vertreter aus der regionalen Wirtschaft), an deren Spitze sich der damalige CSU-Fraktionsvorsitzende im Stadtrat und verkehrspolitische Sprecher der Landtagsfraktion Adolf Dinglreiter stellte, setzten dem entgegen, dass die Anwohner von der Planung der Straße lange gewusst hätten und so billigen Baugrund erworben hatten. Zudem rechnete Dinglreiter vor, dass sich der Stau in Rosenheim halbierte und die Abgase um 25 % abnähmen, wenn Panorama-Schwaig gebaut und durch die Westtangente Rosenheim sowie die Nordspange ergänzt würde.
Erst ein Bürgerentscheid brachte eine endgültige Entscheidung: Die Stimmberechtigten sprachen sich mit großer Mehrheit für einen Bau aus.